# Nowe Szczawno
Nowe Szczawno – część miasta Szczawno-Zdrój, położona na południowy zachód od szczawneńskiej starówki, w rejonie ulic 3 Maja i Kopernika. Dominuje tu zabudowa rezydencyjna.